# 岡本欣也
岡本 欣也（おかもと きんや、1969年8月25日 - ）は日本のコピーライター。

## 略歴・人物
東京で生まれる。マドラ出版社の主催する広告学校で岩崎俊一と知り合ったのを機に、1994年に岩崎俊一事務所へ入社。本格的にコピーライターとしての研鑽を積む。2010年3月にフリーとして独立、「オカキン」を設立する。宣伝会議のコピーライター養成講座では講師を務めている。
2000年に、NTT-MEの「社長電話相談室。」の仕事で、東京コピーライターズクラブ新人賞受賞し、以後、TCC賞、ACC賞、読売広告大賞、朝日広告賞、毎日デザイン広告賞、日経広告賞、など受賞歴多数。

## 主な実績
- 「大人たばこ養成講座」シリーズ（日本たばこ産業）
- 「あなたが気づけばマナーは変わる。」シリーズ（日本たばこ産業）
- 「トライなら、落書きするヒマを与えません。」（家庭教師のトライ）
- 「あ、大人になってる。」（オトナグリコ）など。
- そのほか、日本郵政やトンボ鉛筆やミツカンなど、師匠である岩崎俊一との共同作業多数。[1]

## 主なキャッチコピー
- ないものをつくれ。（ホンダ）
- 主演、肌。（資生堂）
- 乗る人も愛したい。（キリン）
- 年賀状は、贈り物だと思う。（日本郵便）
- トンボが動いている。人が、何かを生み出している。（トンボ鉛筆）
- 英語を話せると、10億人と話せる。（ジオス）

他多数。

## 著書
- 『「売り言葉」と「買い言葉」―心を動かすコピーの発想』 NHK出版、2013.7